# Lucetia
Lucetia là một chi nhện trong họ Oonopidae.